# كليف مارتينيز
كليف مارتينيز (بالإنجليزية: Cliff Martinez)‏ هو مؤلف موسيقى تصويرية وطبال وملحن أمريكي، ولد في 5 فبراير 1954 في نيويورك في الولايات المتحدة.

## وصلات خارجية
- الموقع الرسمي
- كليف مارتينيز على موقع IMDb (الإنجليزية)
- كليف مارتينيز على موقع ألو سيني (الفرنسية)
- كليف مارتينيز على موقع ميوزك برينز (الإنجليزية)
- كليف مارتينيز على موقع بوكس أوفيس موجو (الإنجليزية)
- كليف مارتينيز على موقع إن إن دي بي (الإنجليزية)
- كليف مارتينيز على موقع أول ميوزيك (الإنجليزية)
- كليف مارتينيز على موقع ديسكوغز (الإنجليزية)
- كليف مارتينيز على موقع قاعدة بيانات الفيلم (الإنجليزية)